# Jens Grahl
Jens Grahl (Stoccarda, 22 settembre 1988) è un calciatore tedesco, portiere dell'Eintracht Francoforte.

## Carriera
Ha esordito in Bundesliga nella stagione 2013-2014 con l'Hoffenheim.

## Palmarès

### Competizioni nazionali
- Campionato tedesco di seconda divisione: 1

Stoccarda: 2016-2017

### Competizioni internazionali
- UEFA Europa League: 1

Eintracht Francoforte: 2021-2022